# Nyctibatrachus aliciae
Espèce
Statut de conservation UICN

 EN B1ab(iii) : En danger
Nyctibatrachus aliciae est une espèce d'amphibiens de la famille des Nyctibatrachidae.

## Répartition
Cette espèce est endémique du Kerala en Inde.

## Étymologie
Cette espèce est nommée en l'honneur d'Alice Georgie Cruickshank Grandison.

## Publication originale
- Inger, Shaffer, Koshy & Bakde, 1984 : A report on a collection of amphibians and reptiles from the Ponmudi, Kerala, South India. Journal of the Bombay Natural History Society, vol. 81, p. 406-427 (texte intégral).